# 고베 시영 지하철 호쿠신선
호쿠신선(일본어: 北神線, ほくしんせん)은 효고현 고베시 주오구의 신코베역에서 기타구의 다니가미역까지 연결하는 고베시 교통국의 철도 노선이다.

## 역사
- 1988년 4월 2일 - 신코베 ~ 타니가미 개통. 고베 시 교통국 지하철 세이신·야마테 선이 신코베에 접속하여 직결 운행 개시.
- 2020년 6월 1일 - 고베시 교통국으로 이관.

## 차량

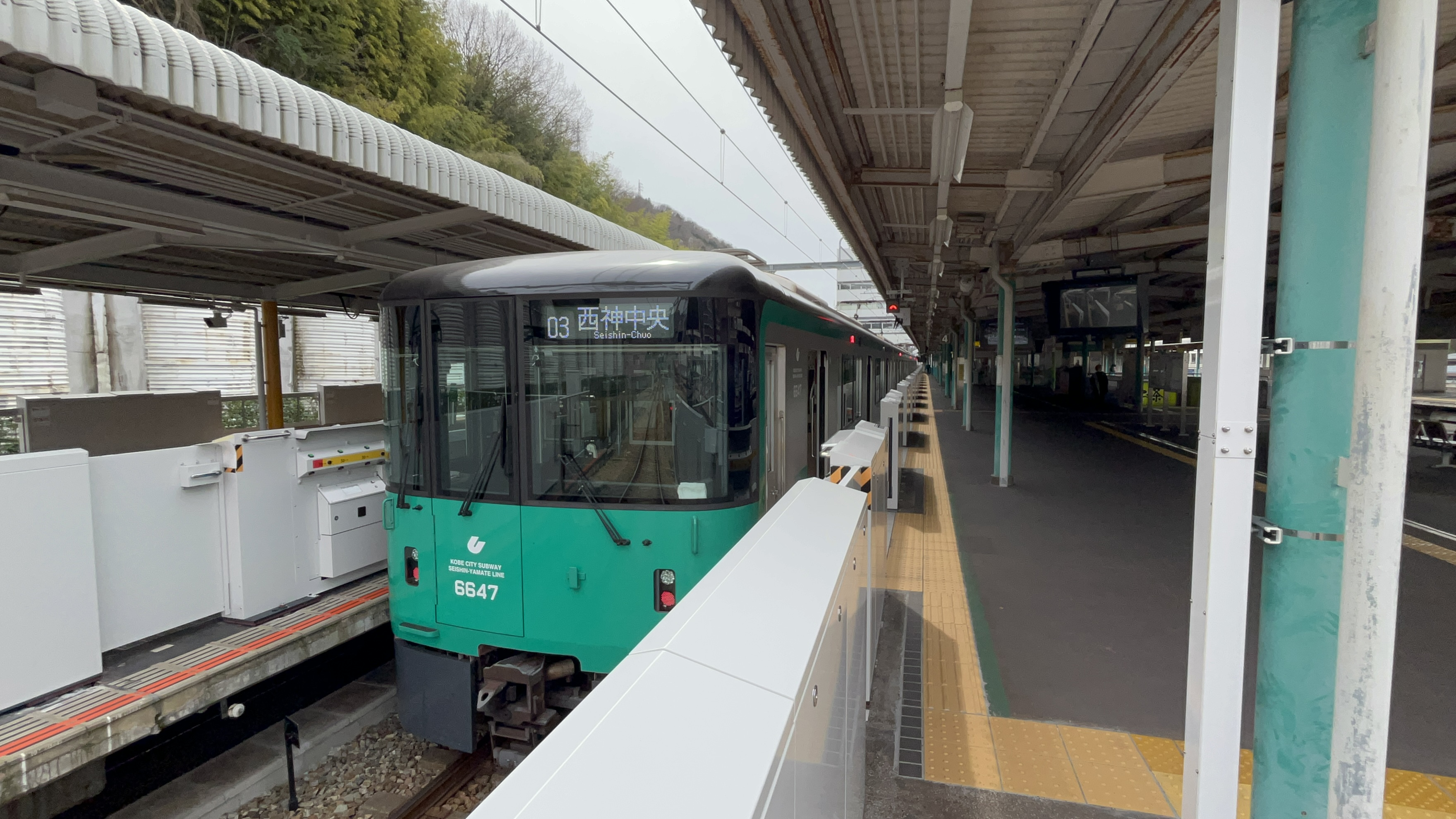
6000형

- 6000형

### 과거 차량

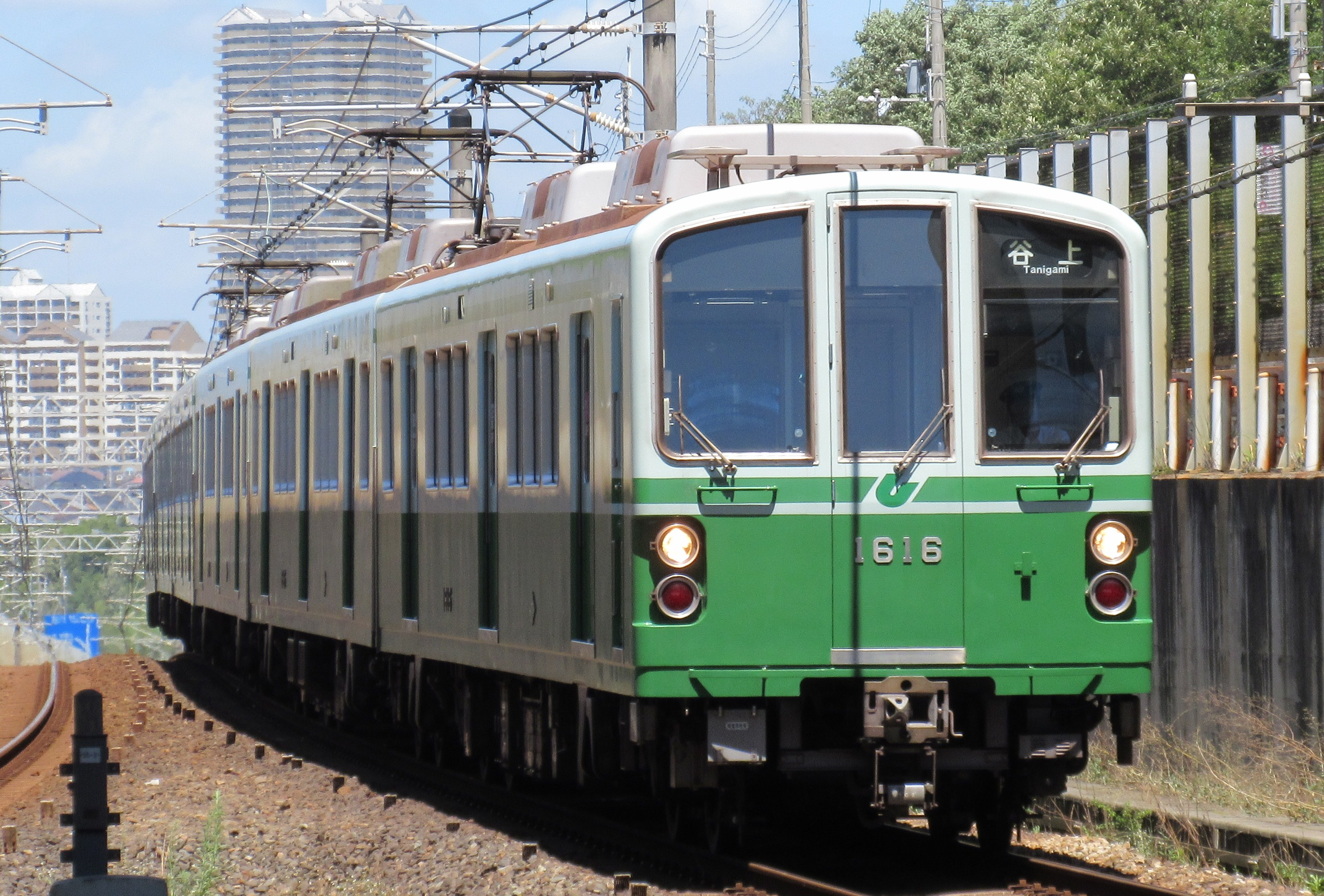
1000형
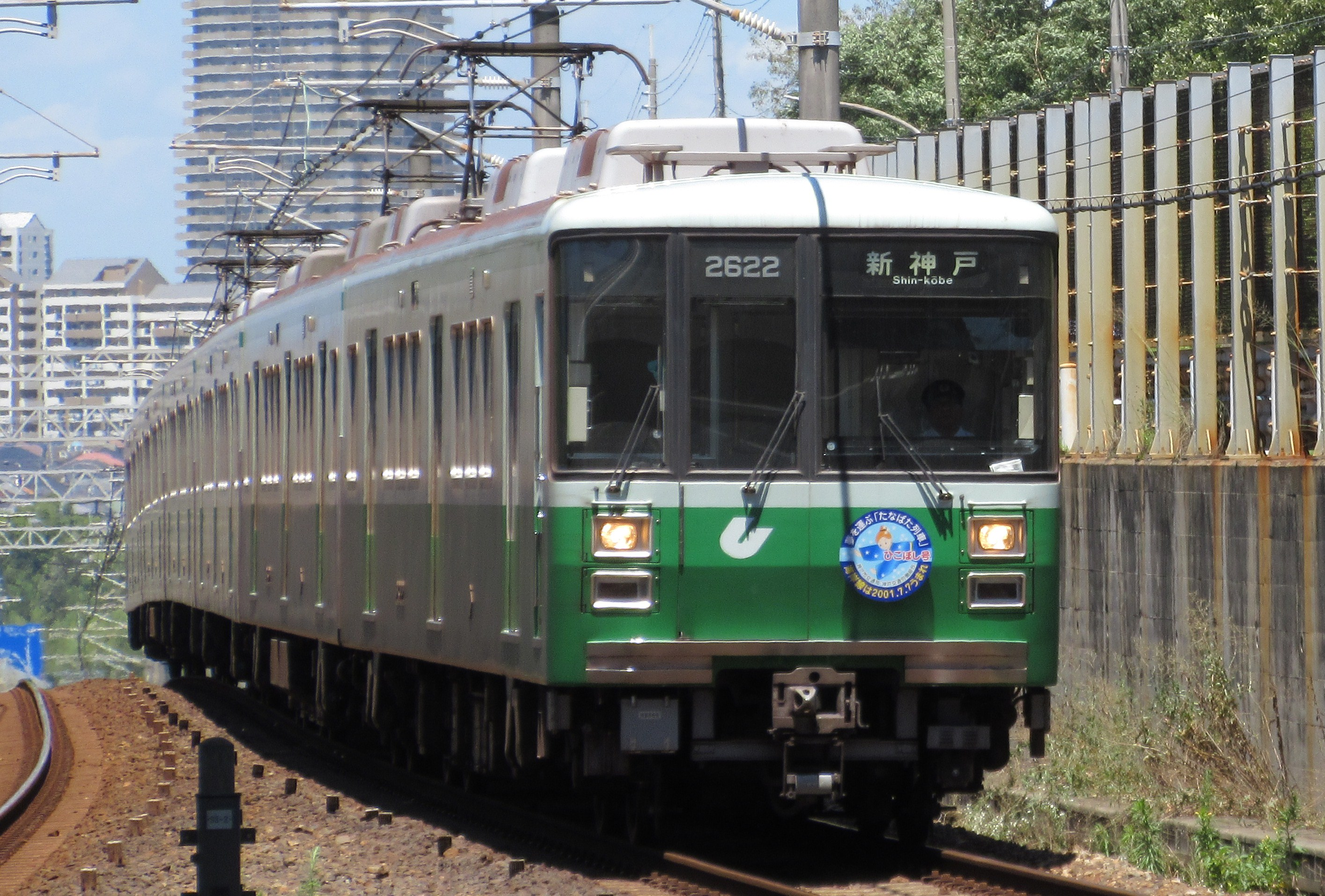
2000형
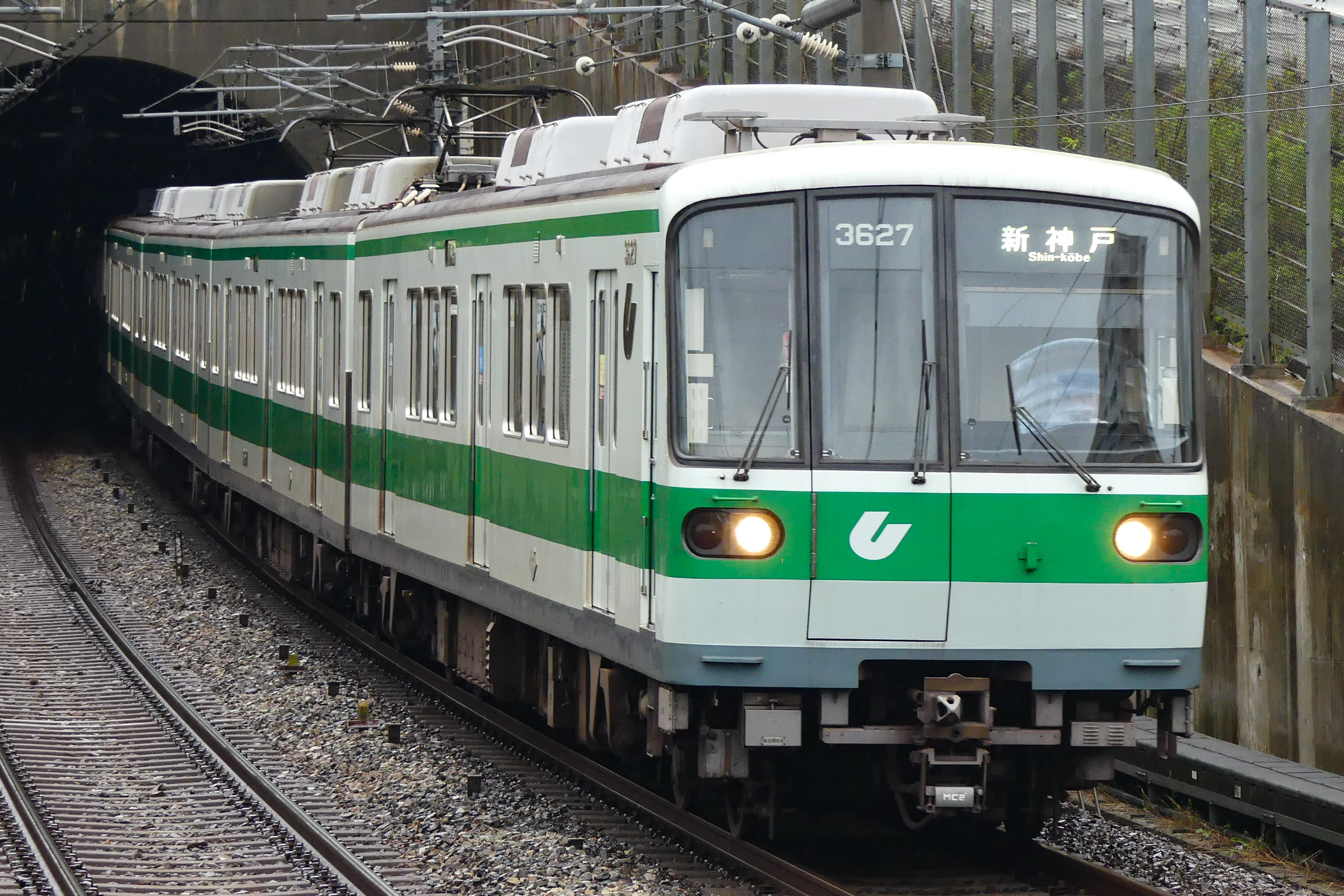
3000형
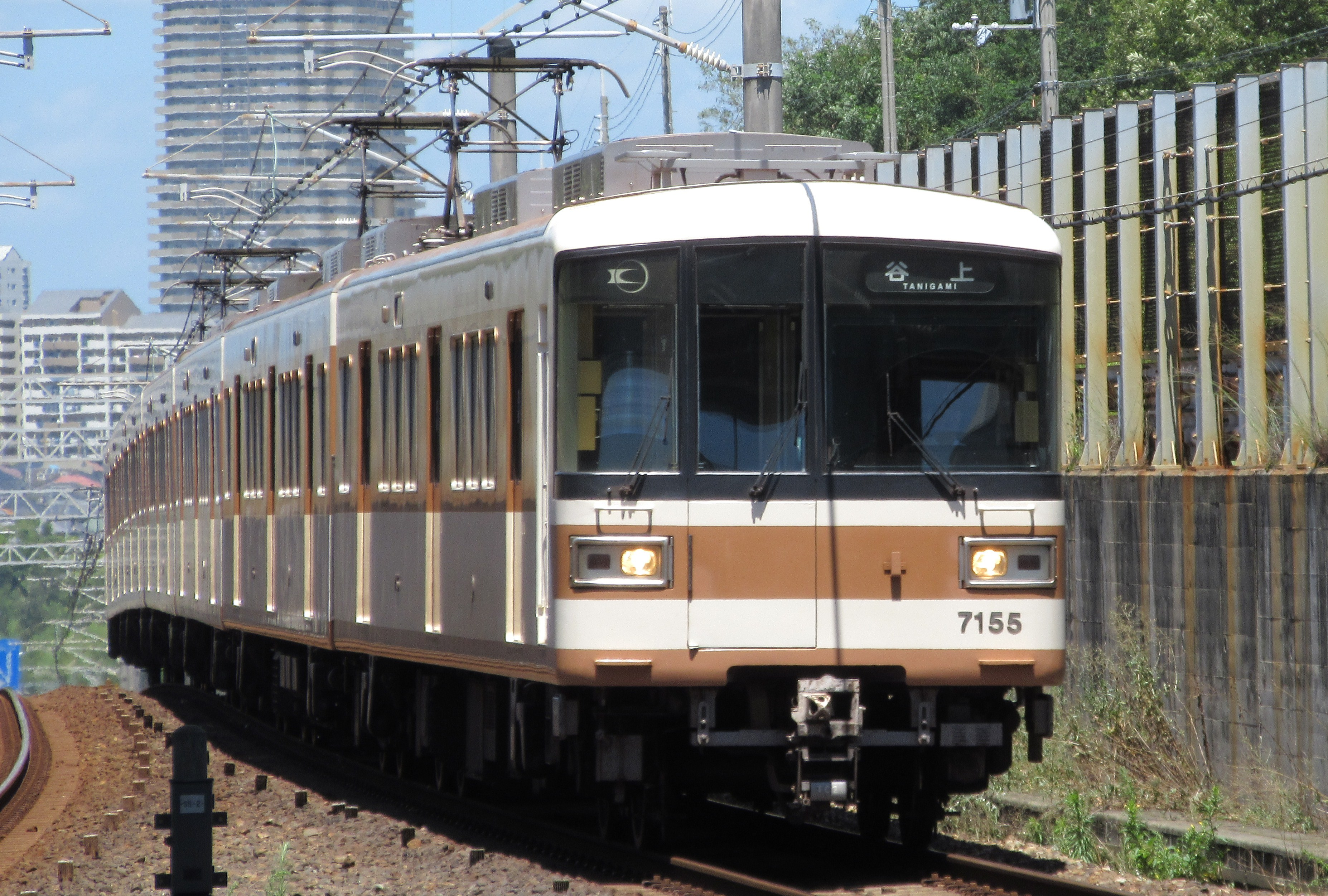
호쿠신 급행 전철 7000계

- 1000형
- 2000형
- 3000형
- 7000형

## 역 목록
| 역 번호 | 역 이름  | 일본어 이름 | 거리 (km) | 접속 노선                                                     | 소재지 |
| ------- | -------- | ----------- | --------- | ------------------------------------------------------------- | ------ |
| S01     | 다니가미 | 谷上        | 0.0       | 고베 전철 아리마 선                                           | 기타구 |
| S02     | 신코베   | 新神戸      | 7.5       | 고베 시 교통국 지하철 세이신·야마테 선(직결 운행) 산요 신칸센 | 주오구 |